# De Havilland DH.95 Flamingo
Die De Havilland DH.95 Flamingo war ein britisches Passagierflugzeug in Schulterdeckerbauweise von 1938 mit einziehbarem Spornradfahrwerk, das von zwei Kolbenmotoren angetrieben wurde. Im Zweiten Weltkrieg wurde sie auch als Truppentransporter von der Royal Air Force (RAF) verwendet.

## Geschichte
Der Erstflug erfolgte am 22. Dezember 1938. Der Prototyp wurde dann 1939 an Jersey Airways für Testzwecke geliefert. Er wurde später der RAF übergeben. Die BOAC bestellte auch acht Flamingos, weil sie keinen Kredit für die gewünschte Douglas DC-5 bekam. Weitere fünf Maschinen gingen danach an die RAF und eine an die RNAS. Die BOAC verwendete später ihre acht Flamingos auf Strecken von/ab Kairo. Die meisten Flamingos wurden um 1950 aus dem Dienst genommen und ab 1954 verschrottet.
Ein Flugzeug wurde als Truppentransporter DH.95 Hertfordshire gebaut. Es hatte ovale statt rechteckiger Kabinenfenster und konnte bis zu 22 Soldaten transportieren. Diese einzige Maschine stürzte am 23. Oktober 1940 ab, wobei elf Menschen starben. Der Grund waren Höhenruderstörungen.

## Konstruktion
Das Flugzeug wurde in Ganzmetallbauweise gefertigt. Die beiden Piloten saßen nebeneinander und der Funker direkt dahinter. Das Fahrwerk war einziehbar und die Propeller verstellbar. Das Flugzeug war vergleichbar mit der Douglas DC-3 und der Lockheed Electra.
Die erste Version hatte zwei 890 PS (660 kW) leistende Sternmotoren Bristol Perseus XIIc. Damit verfügte es über eine exzellente Leistung und konnte bei voller Beladung bereits nach 230 Metern abheben.

## Militärische Nutzer
- Vereinigtes Königreich

Royal Air Force
Royal Navy

## Technische Daten
| Kenngröße             | Daten                                                                  |
| --------------------- | ---------------------------------------------------------------------- |
| Besatzung             | 3 (Pilot, Copilot, Funker)                                             |
| Passagiere            | max. 17                                                                |
| Länge                 | 15,4 m                                                                 |
| Spannweite            | 21,4 m                                                                 |
| Höhe                  | 4,7 m                                                                  |
| Flügelfläche          | 60,5 m²                                                                |
| Flügelstreckung       | 7,6                                                                    |
| Leermasse             | 4450 kg                                                                |
| Startmasse            | 7980 kg                                                                |
| Höchstgeschwindigkeit | 385 km/h in 1980 m Höhe                                                |
| Dienstgipfelhöhe      | 6370 m                                                                 |
| Reichweite            | 2160 km                                                                |
| Triebwerke            | 2 × 9-Zylinder-Sternmotoren Bristol Perseus XVI mit je 930 PS (690 kW) |